# Хиндман, Джордж
Джордж Дабл-Ю Хиндман, (англ. George W. Hindman; дата рождения неизвестна, графство Каван, Ирландия — 1 апреля 1878, Линкольн, Территория Нью-Мексико, США) — американский ковбой и офицер правоохранительных органов, служивший заместителем шерифа округа Линкольн, Территория Нью-Мексико, в первые месяцы Войны в округе Линкольн. Погиб при исполнении служебных обязанностей во время нападения бойцов окружного отряда «Регуляторы» (Regulators) на шерифа Уильяма Брейди.

## Ранние годы
Джордж Хиндман родился в графстве Каван, Ирландия, в молодом возрасте переехал в Соединённые Штаты Америки. Хиндман осел в Техасе, где проработал ковбоем несколько лет. Переехав на Территорию Нью-Мексико из Техаса в 1875 году, вскоре был назначен на должность заместителя шерифа в округе Линкольн.

## Война в округе Линкольн
Убийство Хиндмана было частью боевых действий в ходе Войны в округе Линкольн — конфликта, который спровоцировало соперничество между компанией Лоренса Мёрфи и Джеймса Долана с английским предпринимателем Джоном Танстеллом за экономическое влияние на Территории Нью-Мексико. В ноябре 1876 года Танстелл прибыл в округ Линкольн с целью начать новый бизнес при поддержке молодого юриста Александра Максуина и влиятельного скотовода Джона Чизума. Мёрфи и Долан попытались выдавить конкурента из бизнеса с помощью угроз и насилия. Их компания наняла в качестве боевиков банду Джесси Эванса и отряд ранчеров, известный как «Воины семи рек», приказав им нападать на скот и пастбища Танстелла. В период, предшествовавший войне, Хиндман в компании заместителя шерифа Билли Мэтьюза и наёмных боевиков Эванса несколько раз совершал налёты на стада Танстелла и угонял его скот. Джон Танстелл нанял для охраны своего имущества ковбоев, одним из которых был Билли Кид. 
Противостояние привело к тому, что 18 февраля 1878 года Джон Танстелл был убит бандой Эванса, подосланной шерифом Брейди по указанию Джеймса Долана. Это преступление спровоцировало затяжной вооружённый конфликт между двумя фракциями, который вошёл в историю, как Война в округе Линкольн. Ковбои Танстелла, не надеясь на помощь шерифа, объединились в окружной отряд «Регуляторы» для того, чтобы отомстить убийцам.

## Смерть
1 апреля 1878 года «Регуляторы» Джим Френч, Фрэнк Макнаб, Джон Миддлтон, Фред Уэйт, Генри Ньютон Браун, Билли Кид и, предположительно, Хосе Чавес-и-Чавес, укрываясь за забором магазина Джона Танстелла на главной улице Линкольна, устроили засаду на шерифа Брейди и четырёх его заместителей, одним из которых был Хиндман. Брейди был убит на месте, получив около дюжины огнестрельных ранений. Джордж Хиндман был ранен в шею и, пытаясь найти укрытие, пробежал около 150 метров, прежде чем был смертельно ранен в спину. В момент нападения на территории магазина Танстелла также находился заместитель маршала США Роб Виденманн, но так и не было установлено, участвовал ли он в перестрелке.
Хиндман и Брейди были похоронены вместе на ранчо шерифа в нескольких милях к востоку от Линкольна.
18 апреля на прошедшем в Линкольне судебном разбирательстве в убийстве Брейди были обвинены Генри Браун, Джон Миддлтон и Билли Кид; Фред Уэйт был обвинён в убийстве Хиндмана. Тем не менее из-за состояния анархии, в которую вскоре погрузился весь округ, никто из них не понёс наказания за это преступление.

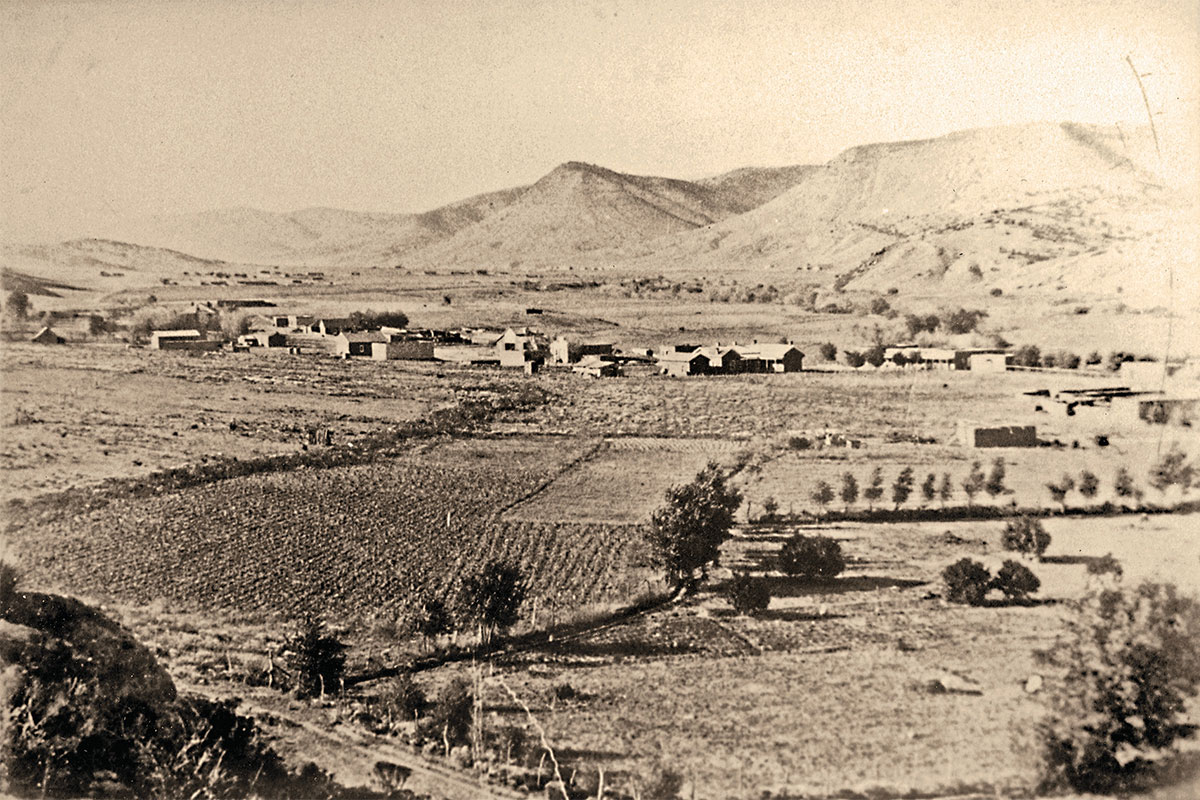
Линкольн, XIX век
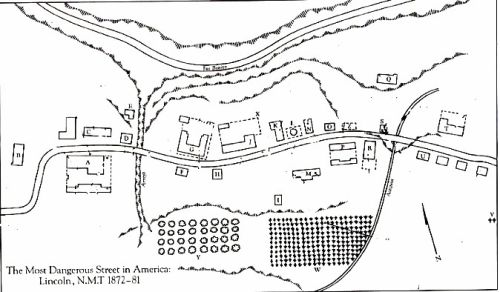
Карта Линкольна, составленная между 1872 и 1881
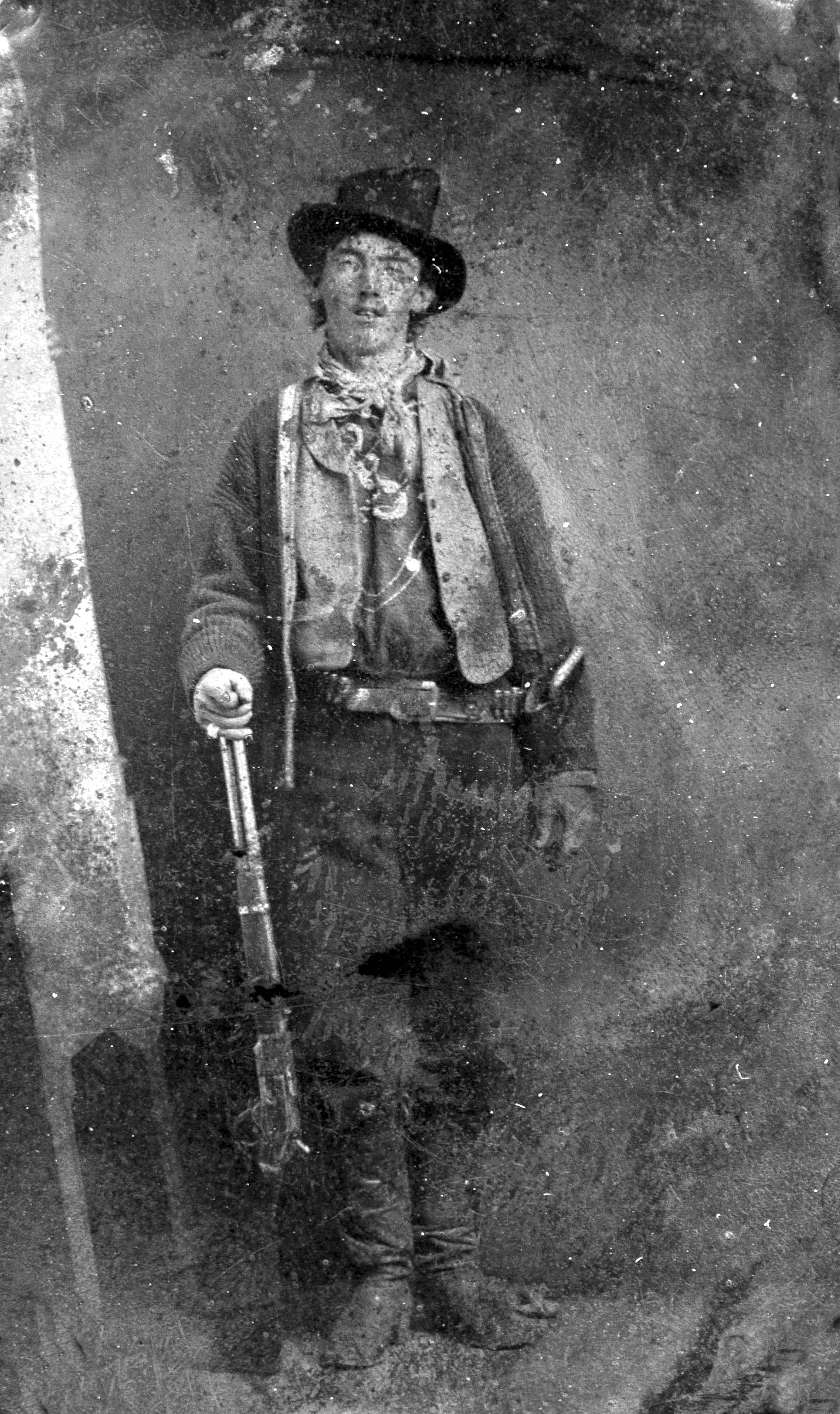
Билли Кид, ок. 1880
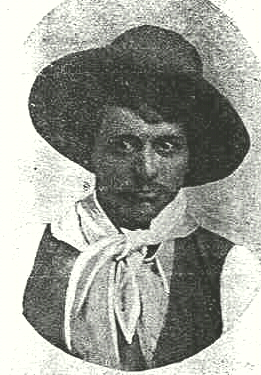
Предполагаемое фото Джима Френча, 1878
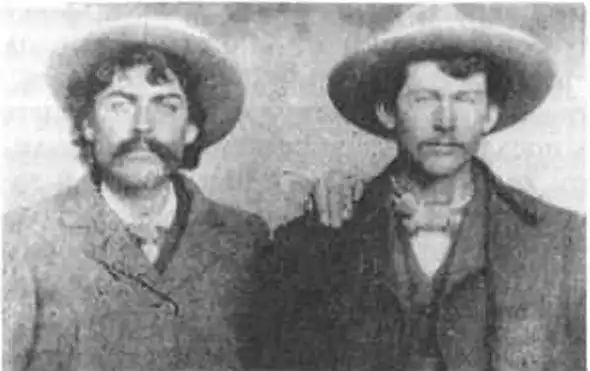
Фрэд Уэйт и Генри Ньютон Браун, ок. 1878
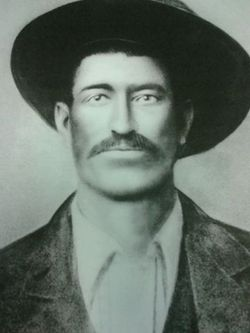
Хосе Чавес-и-Чавес, конец XIX века
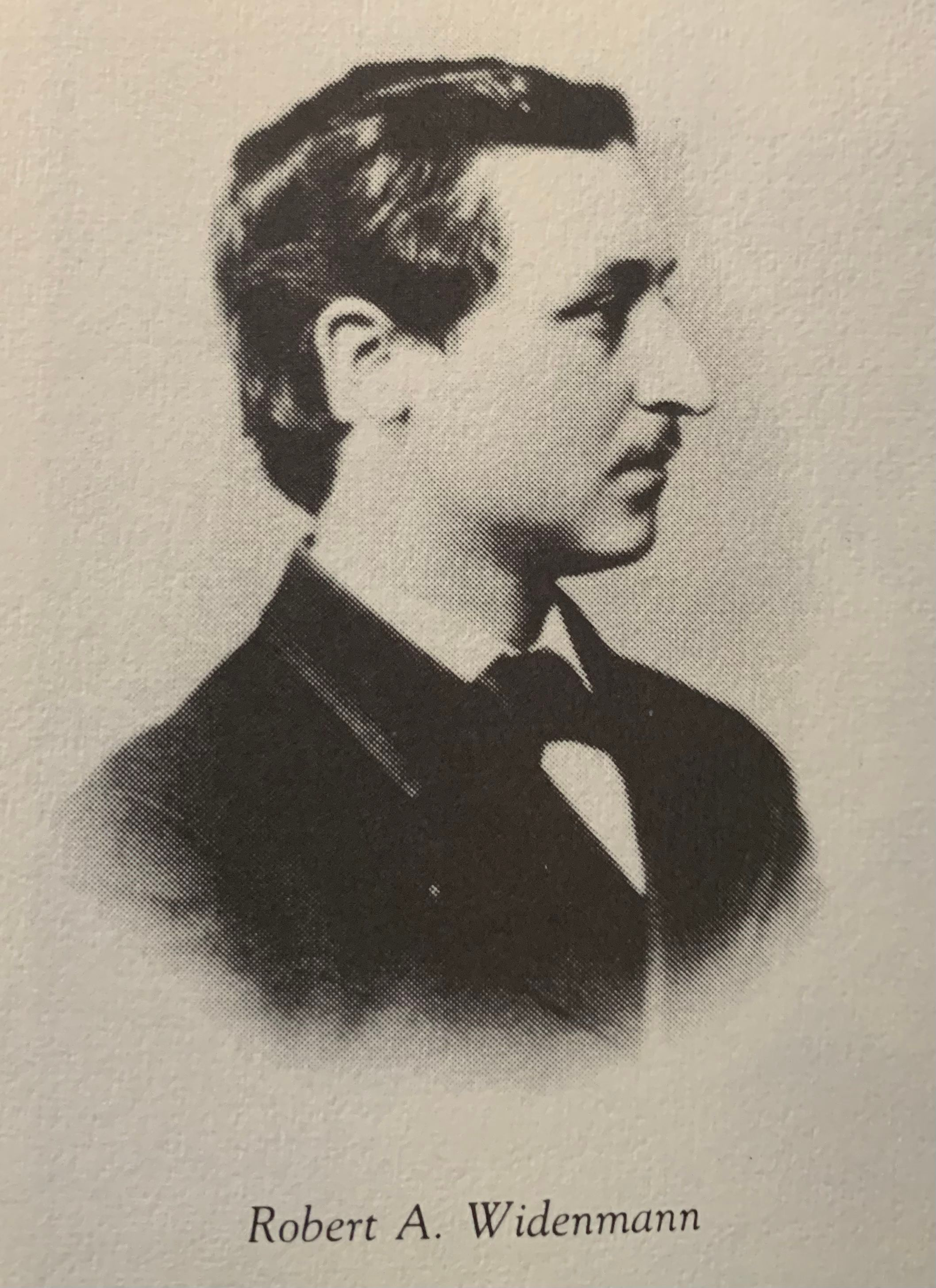
Роб Виденманн, ок. 1870
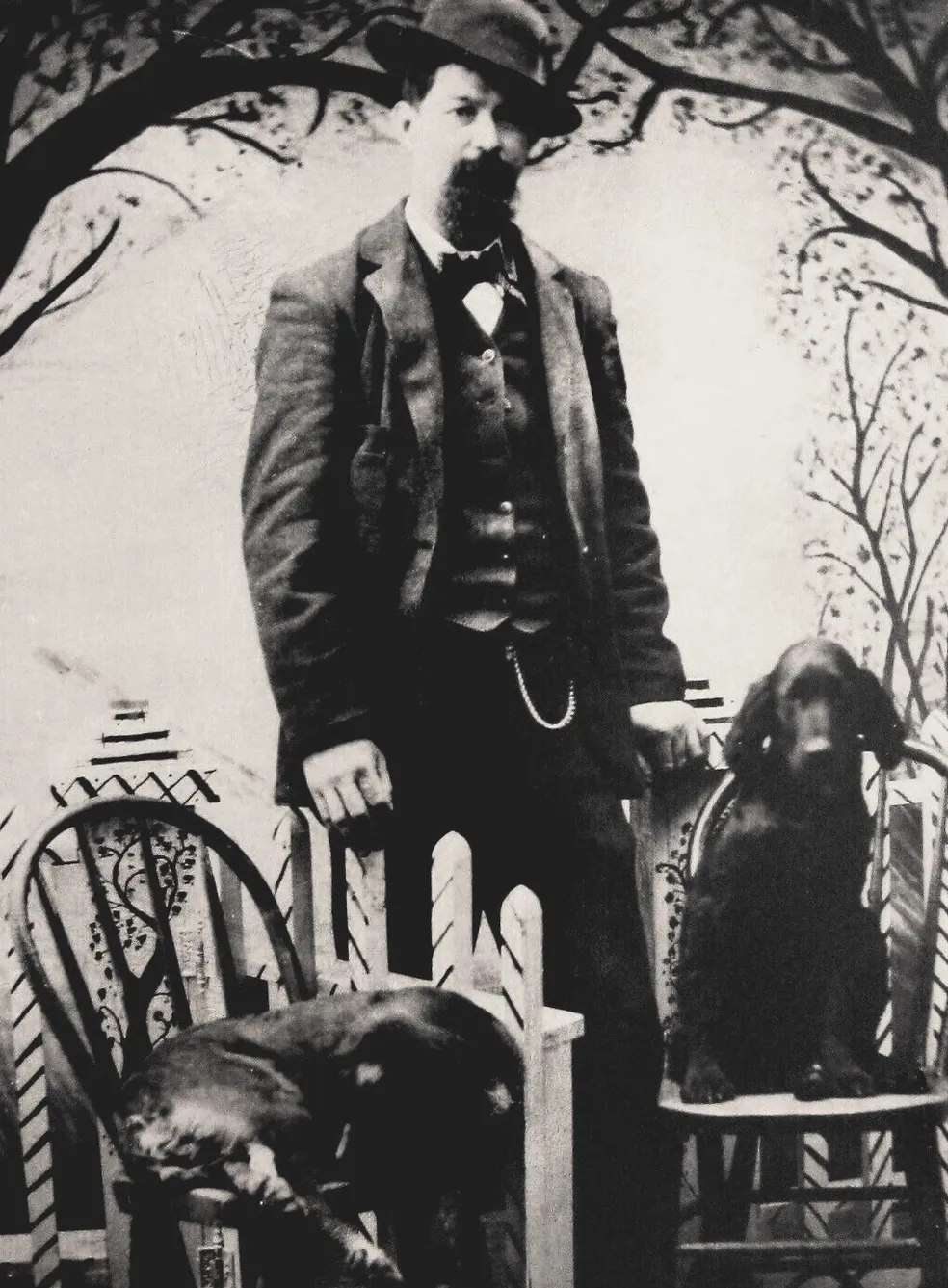
Шериф Уильям Брейди и два его ирландских сеттера, 1870-е

## Память
Имя Джорджа Хиндмана увековечено на Национальном мемориале сотрудников правоохранительных органов в Вашингтоне, округ Колумбия (панель 13, W-3).

## Образ в кино
- В фильме «Молодые стрелки» (США, 1988) роль Джорджа Хиндмана исполнил Джоуи Хэнкс[20].